# Famille Corbizzi
 (juillet 2024).
Si vous disposez d'ouvrages ou d'articles de référence ou si vous connaissez des sites web de qualité traitant du thème abordé ici, merci de compléter l'article en donnant les références utiles à sa vérifiabilité et en les liant à la section « Notes et références ».
La famille Corbizzi (également connue sous les noms de Corbizi, Chorbici, Corbici) était à l'origine une ancienne famille de Fiesole, qui a déménagé au XIIe siècle à Florence.

## Historique

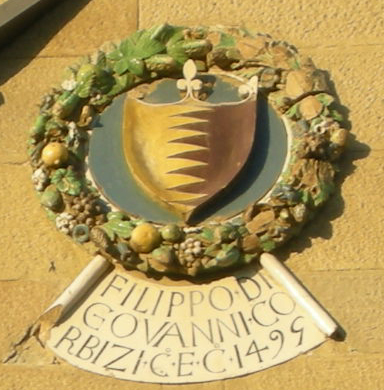
Armoiries de la famille Corbizzi, Sansepolcro

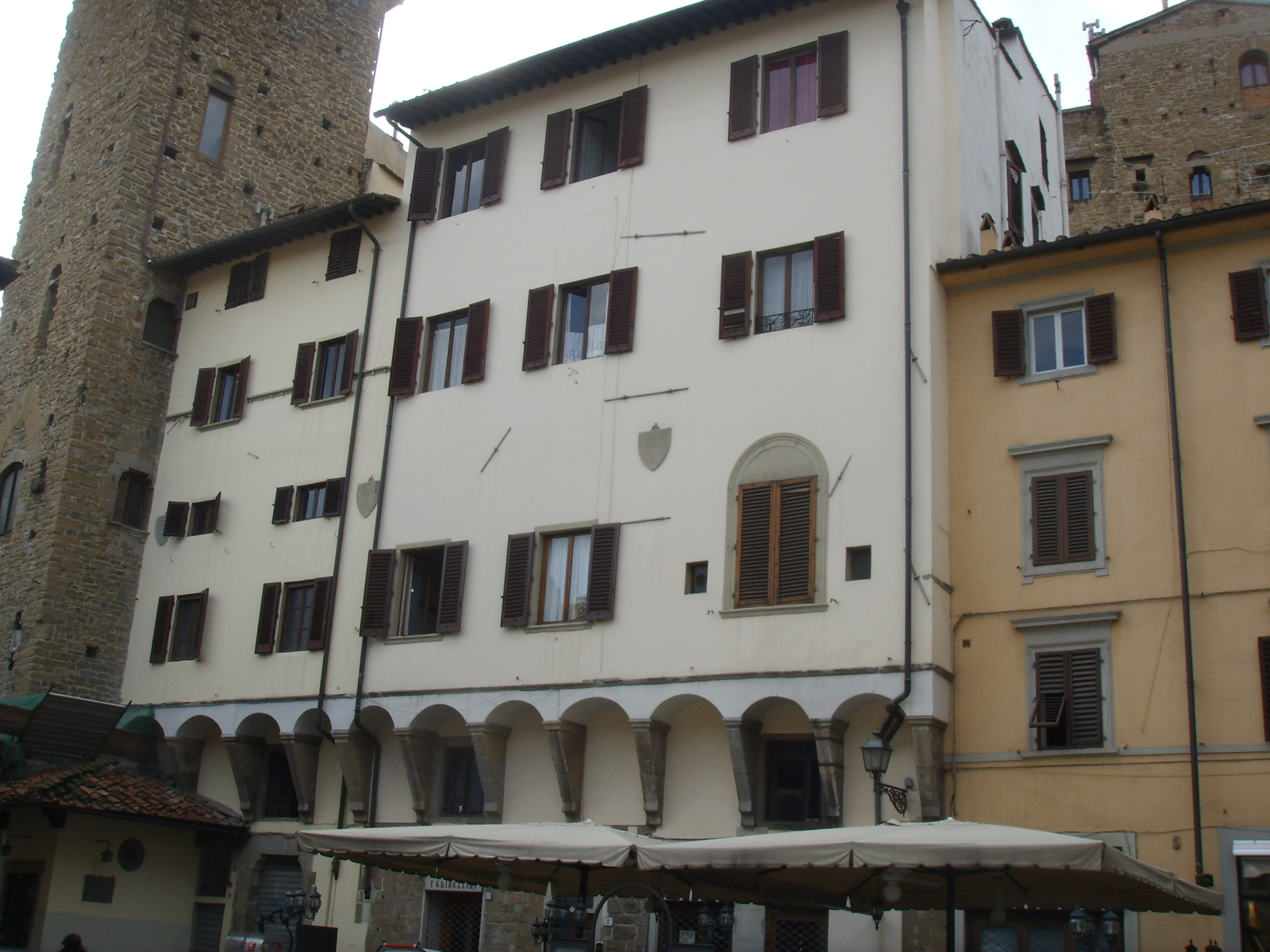
Maison des Corbizzi à Florence

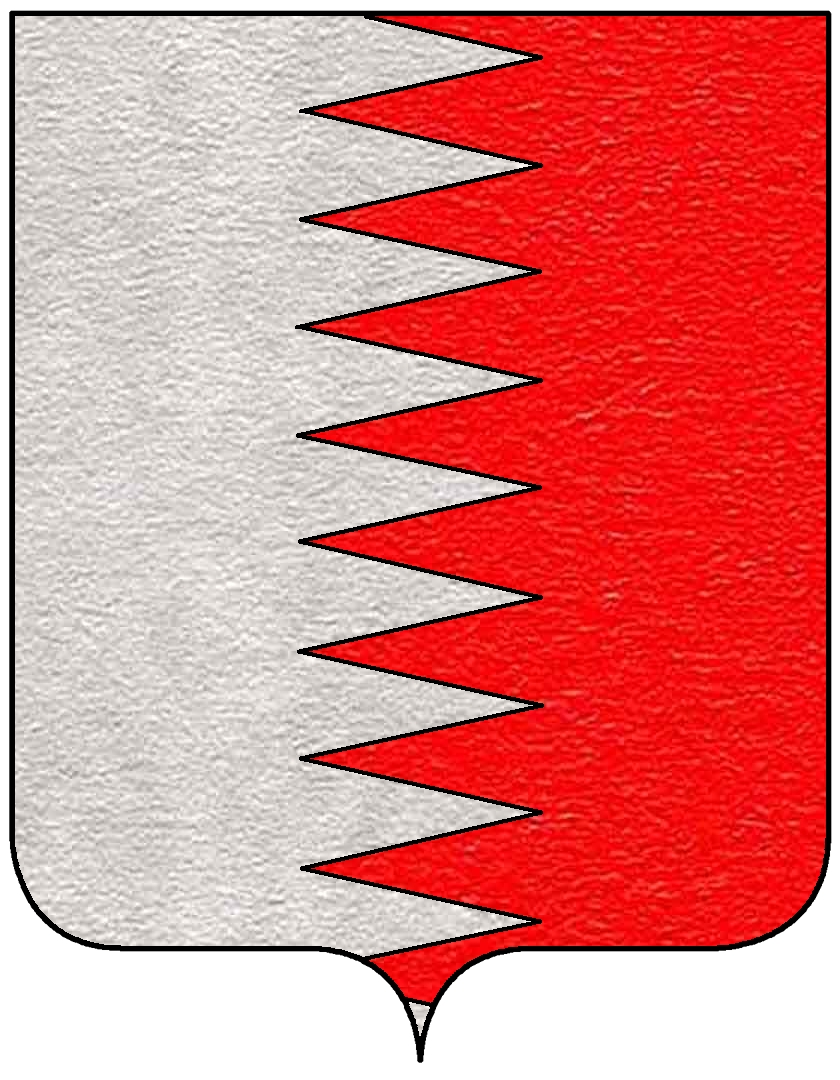
Armoiries de la famille Corbizzi

Longobardo Corbizzo est généralement considéré par les historiens comme le fondateur de la famille.
Une branche de la famille a déménagé à Forlì, au début du XVe siècle. Une autre s’est installée à Saint Didier de Crussol dans le Vivarais au XVIe siècle.

## Monuments
- Tour des Corbizzi à Corbizzi di Firenze.
- Palais des Corbizzi, Place San Pierino (Piazza San Pier Maggiore) à Florence.
- Palais Corbizi à Forlì.

## Personnalités
- Longobardo di Corbizzo, fondateur de la famille.
- Angiolino de' Corbizzi commanda l'expédition qui découvrit les îles Canaries, avec comme pilote le Génois Niccoloso da Recco, pour Alphonse IV en juillet 1341.
- Corbizzi Litti, peintre qui a vécu entre les XIVe et XVe siècles.
- Plusieurs membres cités dans les dossiers de la construction de Santa Maria del Fiore à Florence.

## Pour approfondir